# Jerzy Sławomir Wasilewski
Jerzy Sławomir Wasilewski (ur. 1951) – polski antropolog, doktor habilitowany, profesor Uniwersytetu Warszawskiego, pracownik Instytutu Etnologii i Antropologii Kulturowej UW, który opublikował m.in. Podróże do piekieł: rzecz o szamańskich misteriach, poświęconą szamanizmowi.

## Publikacje
- Podróże do piekieł. Rzecz o szamańskich misteriach Warszawa 1979, 1984.
- Tabu a paradygmaty etnologii Warszawa 1991.
- Tabu Warszawa 2010.